# السعيد محمدي
السعيد محمدي من مواليد 27 ديسمبر 1912 بضواحي الأربعاء نايث إيراثن بولاية تيزي وزو، ينحدر من عرش آيث إيراثن في منطقة القبائل، شارك في الحرب العالمية الثانية برتبة ضابط ملازم في الجيش الألماني، قبل أن يلتحق بالاستخبارات الألمانية، ألقي عليه القبض سنة 1944، ولم يطلق سراحه إلا سنة 1952. التحق بثورة التحرير الجزائرية سنة 1954 برتبة عقيد وأصبح يعرف ثوريا بـ «سي ناصر»، وكان له شرف المشاركة في مؤتمر الصومام، حيث عين عضوا بالمجلس الوطني للثورة الجزائرية. وسنة 1958 مسؤولا عن لجنة التنظيم العسكري، واستدعته الحكومة الجزائرية المؤقتة لتولي قيادة الأركان في أكتوبر 1958.

## بعد الاستقلال
وزير دولة في الحكومة المؤقتة، في بداية الاستقلال، وإثر نشوب الخلاف مع قيادة الأركان ينضم إلى جماعة وجدة. في 22 جويلية عُين عضوا في المكتب السياسي ثم نائبا لرئيس الجمهورية ووزيرا للمجاهدين وضحايا الحرب في حكومة أحمد بن بلة في سبتمبر 1962، نائبا في الجمعية التأسيسية عن ولاية تيزي وزو، وعضو المكتب السياسي لجبهة التحرير الوطني الجزائرية في أفريل 1964 عُيَّن كعضو بمجلس الثورة ثم سرعان ما عزل وغيب عن الساحة السياسية منذ 1965 وذلك بسبب معارضته للرئيس هواري بومدين حيث وضعه في الإقامة الجبرية لمدة ثلاث سنوات، وبعد أحداث 5 أكتوبر 1988، اجتمع إلى الرئيس الشاذلي بن جديد، رفقة لخضر بن طوبال وآخرين، ليقدم عريضة تحمل توقيع 17 مسؤولا سابقا في جيش التحرير الوطني الجزائري للمطالبة بعقد ندوة وطنية لتحديد مفهوم الإصلاحات الديمقراطية. ثم أصبح عضو المجلس الشوري بالجبهة الإسلامية للإنقاذ الجزائرية، انتهى سياسيا بعد حل الجبهة المذكورة.

## وفاته
توفى في 6 ديسمبر 1994 في باريس.

## مؤلفاته
وقد ألف كتابا عنوانه «الإسلام في حد ذاته اشتراكية». وأما عن مسؤوليته ودوره في أحداث ملوزة، وليلة الصومام الدموية التي استهدفت المصاليين وأنصار الحركة الوطنية الجزائرية، يقول بأنه تصرف حسب ما أملته مصلحة الثورة ضد أعدائها وانسجاما مع توصيات وقرارات الجبهة.